# Monumentul Eroilor căzuți în primul război mondial din Târgu Cărbunești
Monumentul Eroilor căzuți în primul război mondial din Târgu Cărbunești este un monument istoric aflat pe teritoriul orașului Târgu Cărbunești.

## Galerie

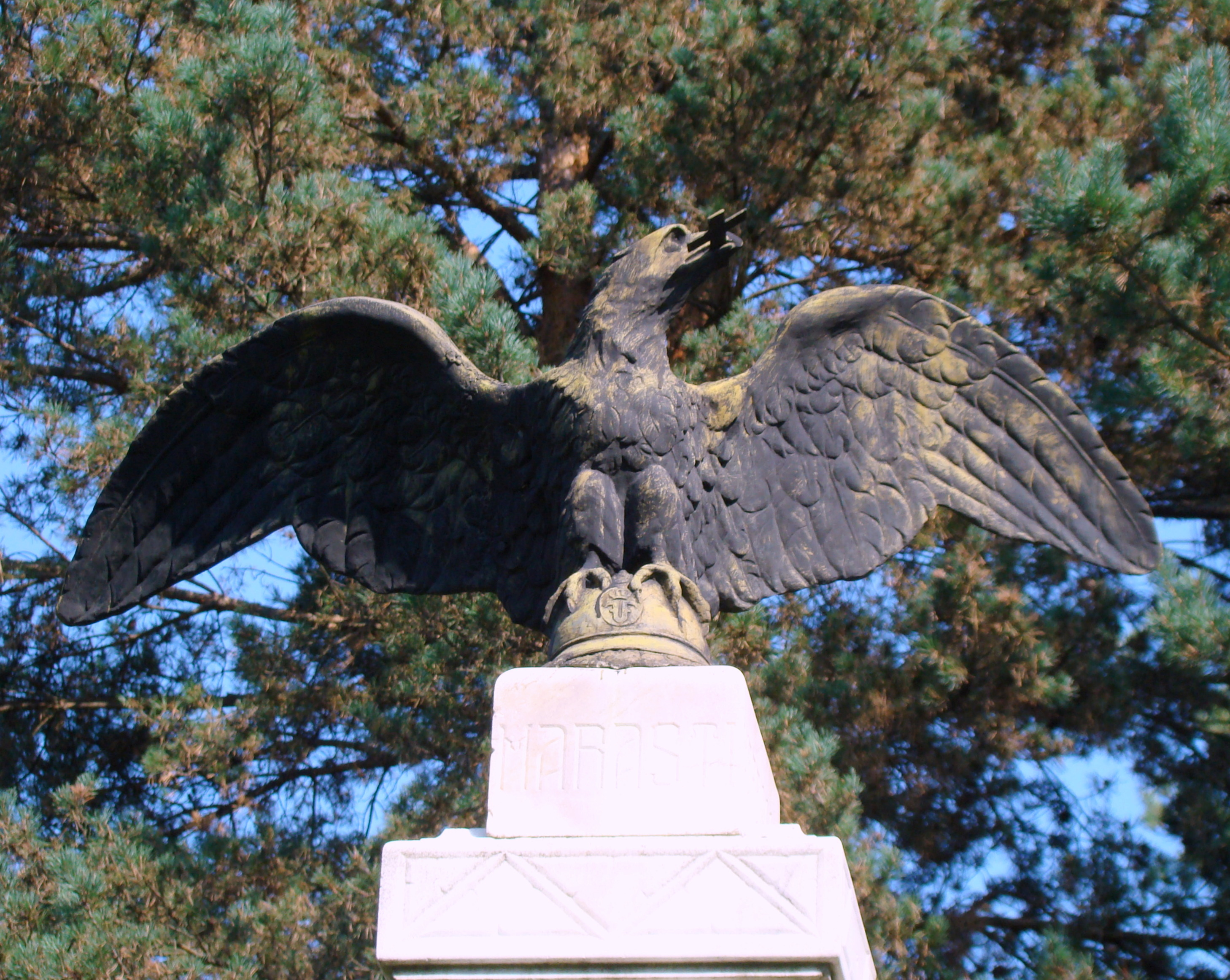
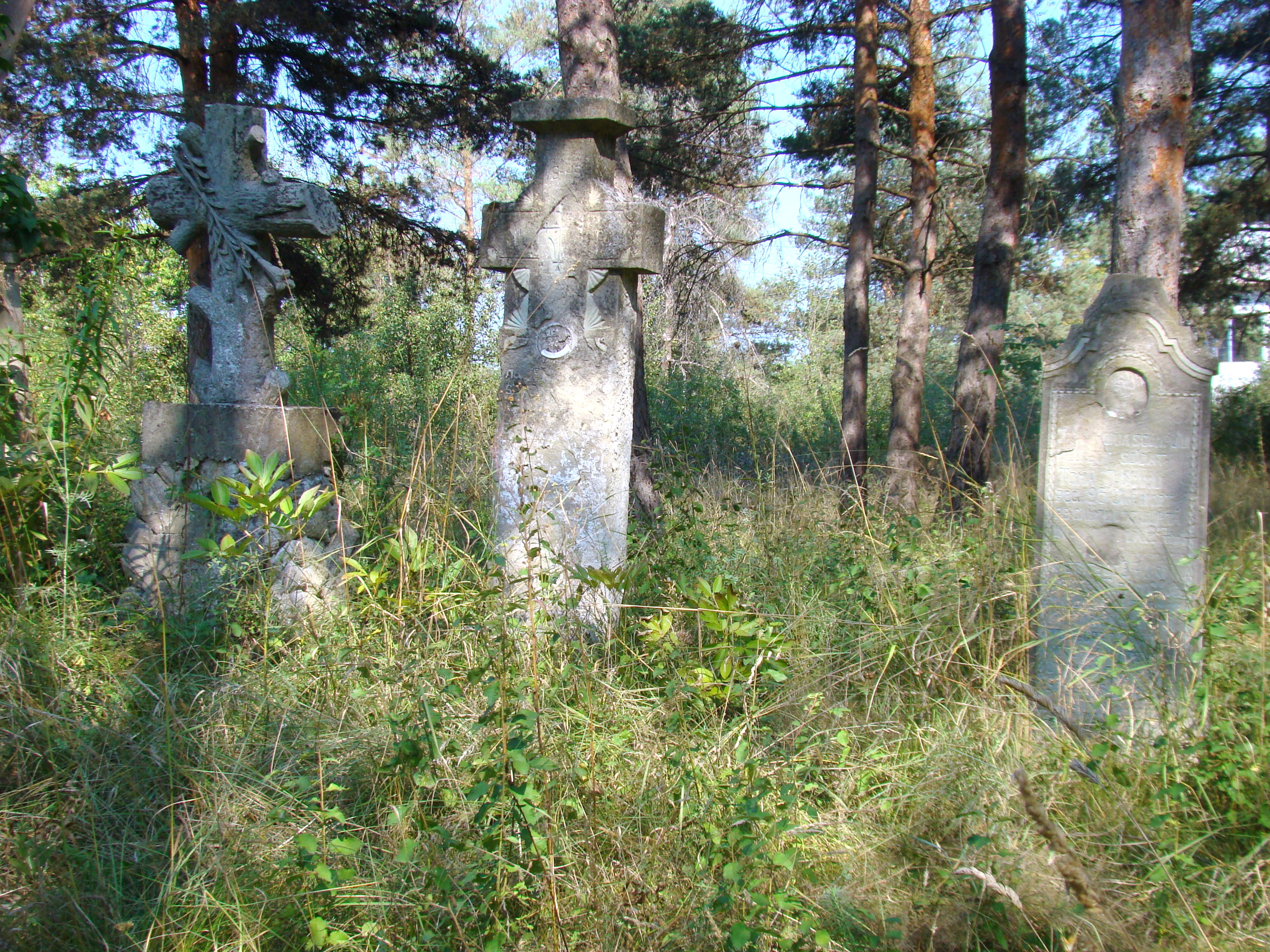
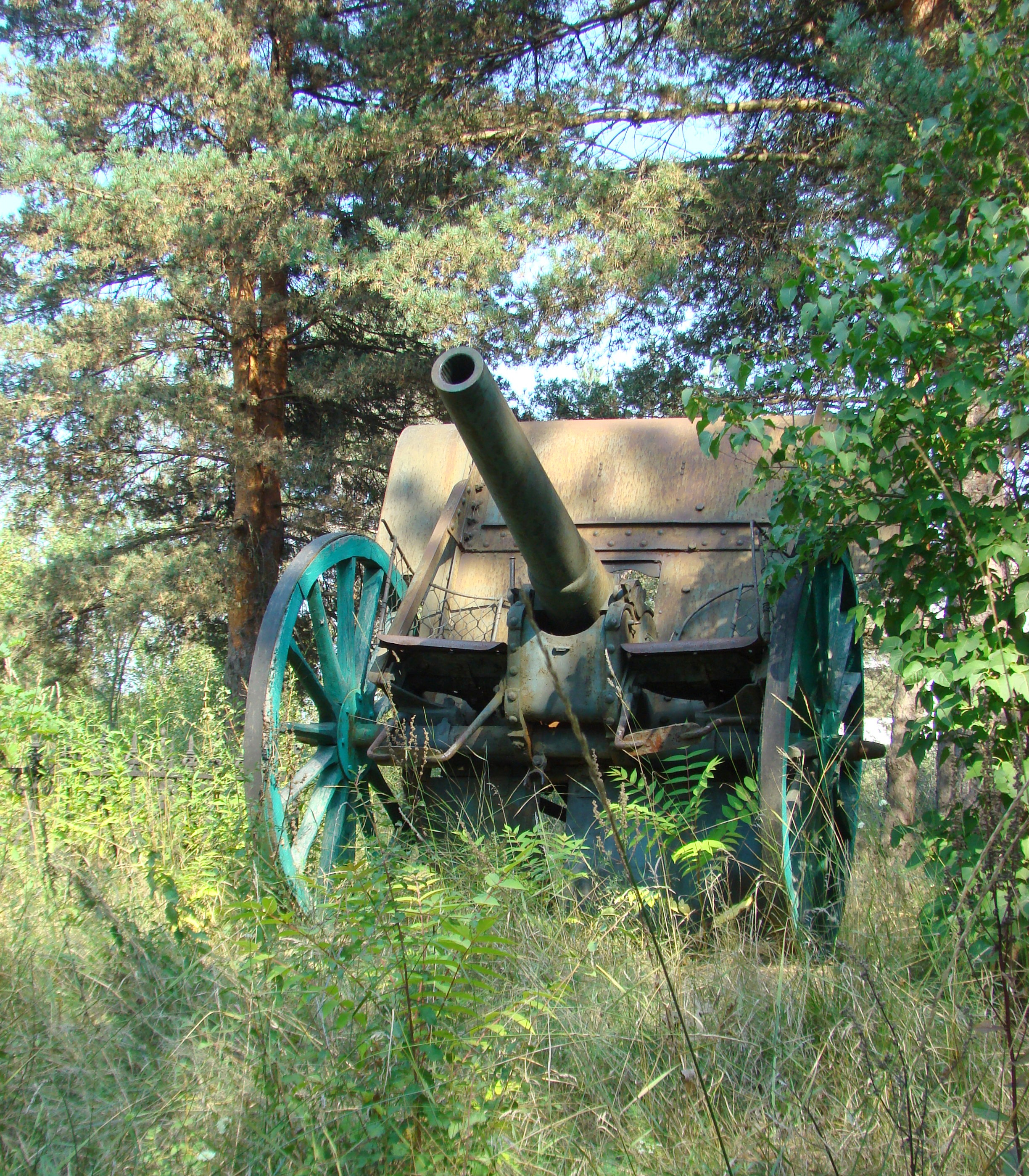
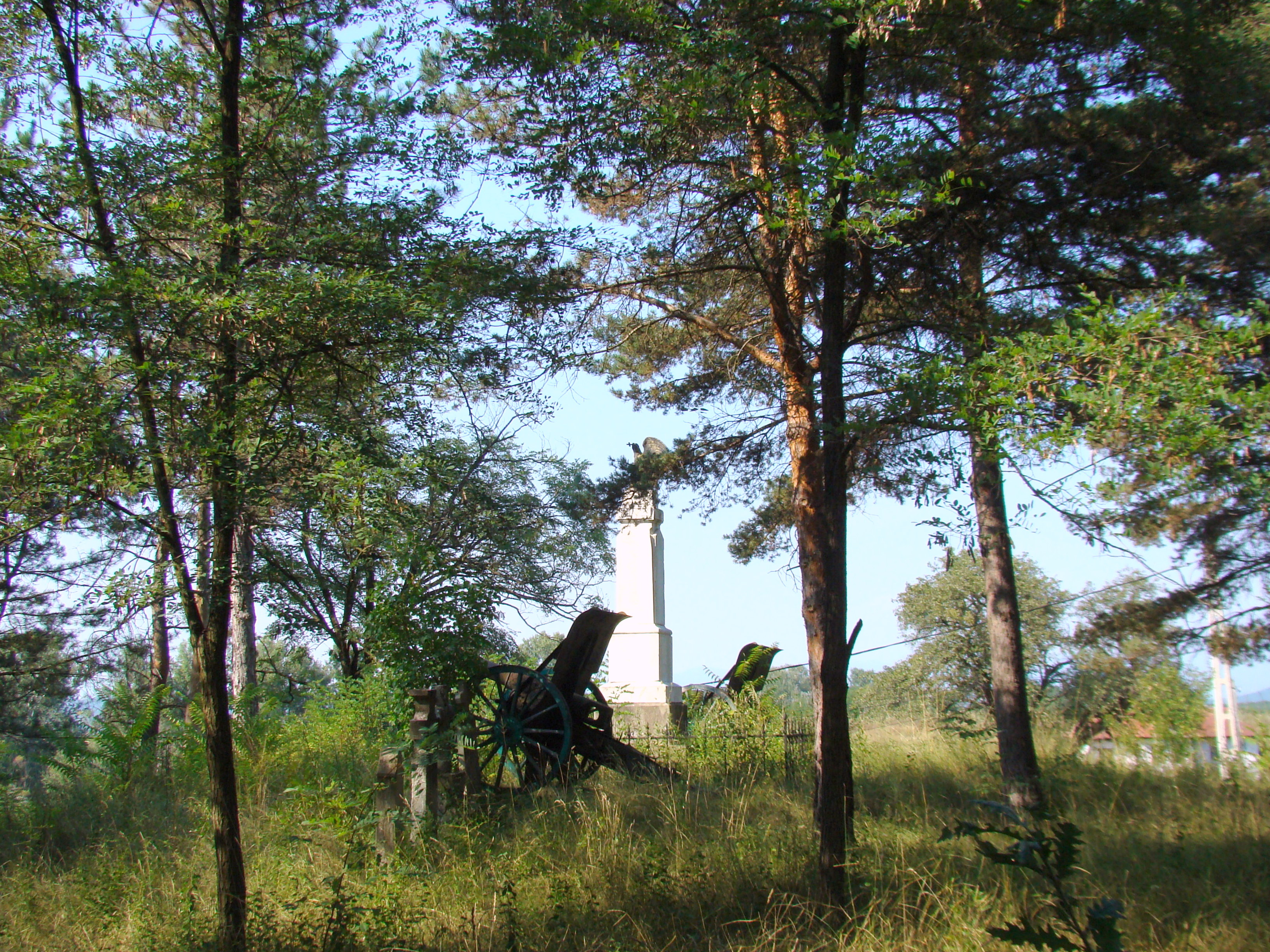
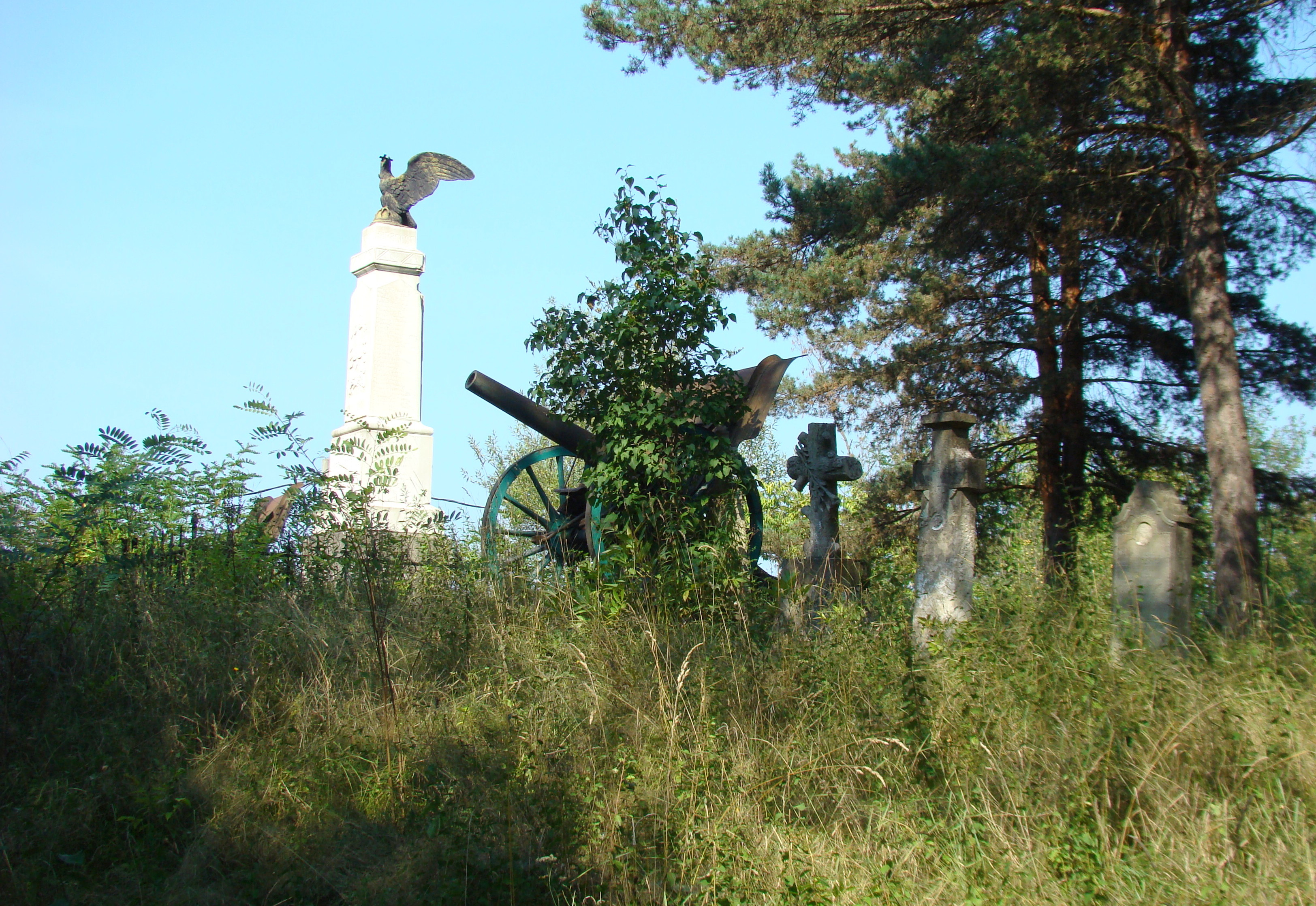